# 794
Năm 794 là một năm trong lịch Julius.